# Tiempo hexadecimal

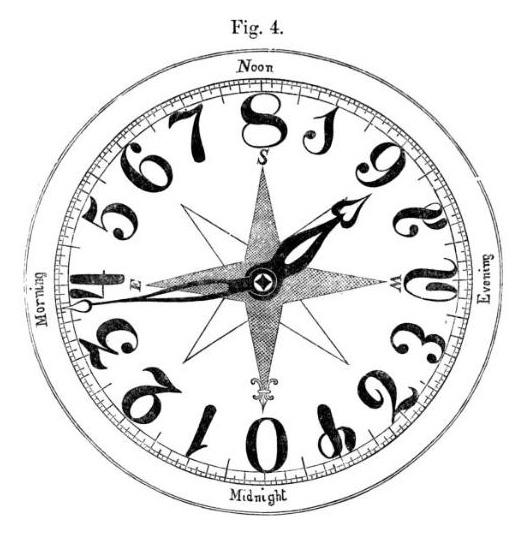
Reloj Tonal de Nystrom. Nótese el uso de sus dígitos inventados para valores hexadecimales 9-F. Nótese también que la medianoche (hora 0) está en la parte inferior, en vez de la parte superior del reloj.

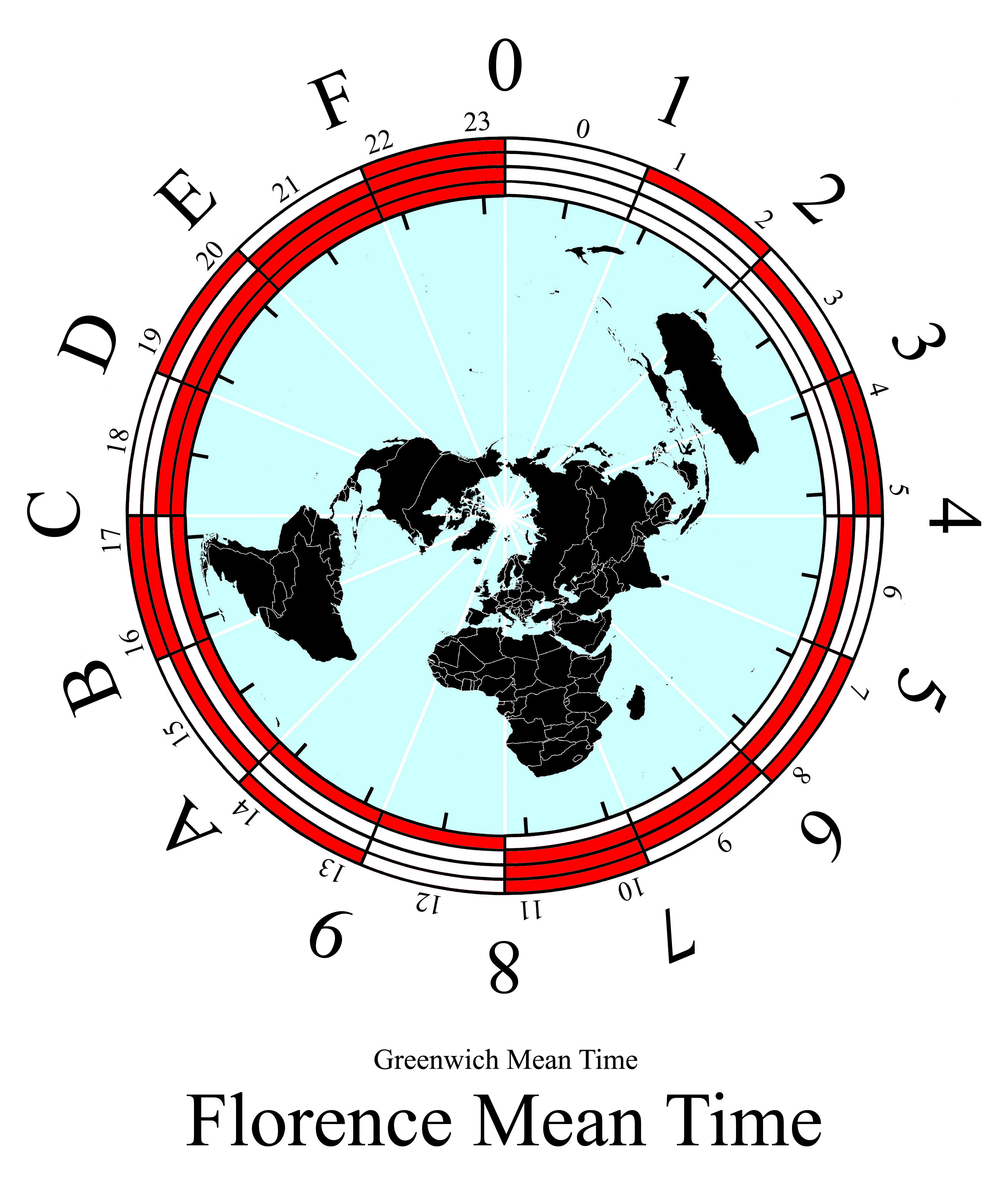
Un reloj hexadecimal analógico.

Tiempo hexadecimal es la representación del momento del día como un número hexadecimal en el intervalo [0,1).
El día se divide en 1016 (dieciséis) horas hexadecimales, cada hora en 10016 (doscientos cincuenta y seis) minutos hexadecimales y cada minuto en 1016 (dieciséis) segundos hexadecimales.

## Historia
Este formato de tiempo fue propuesto por el ingeniero sueco-estadounidense John W. Nystrom en 1863 como parte de su sistema tonal.
En 1997, el estadounidense Mark Vincent Rogers de Intuitor propuso un sistema similar de tiempo hexadecimal e lo implementó en JavaScript como el Hexclock.

## El sistema de Rogers
El día es la unidad, o 1, y una fracción se puede mostrar con dígitos a la derecha del separador hexadecimal (compárese con el separador decimal en base 10).
El día comienza a la medianoche con .0000 y un segundo hexadecimal después de la medianoche es .0001.
El mediodía es .8000 (la mitad), un segundo hexadecimal antes es .7FFF y un segundo hexadecimal antes de la medianoche es .FFFF.
El tiempo hexadecimal también puede ser presentado con guion bajo separando las horas hexadecimales, minutos y segundos. Por ejemplo:

### Reloj
| Hex   | Hex (Boardman) | ISO 8601   | Comentario            |
| ----- | -------------- | ---------- | --------------------- |
| .0100 | 0_10_0         | 00:05:37.5 |                       |
| .0200 | 0_20_0         | 00:11:15   |                       |
| .0400 | 0_40_0         | 00:22:30   |                       |
| .0800 | 0_80_0         | 00:45:00   |                       |
| .1000 | 1_00_0         | 01:30:00   | 1.5÷24 = 1÷16 = 0.1   |
| .8000 | 8_00_0         | 12:00:00   | 12÷24 = 8÷16 = 0.8    |
| .F000 | F_00_0         | 22:30:00   | 22.5÷24 = 15÷16 = 0.F |
| .F800 | F_80_0         | 23:15:00   |                       |

### Conversiones
| Hex                              |   | hexsec base 16 |   | hexsec base 10 |   | Tradicional   |
| -------------------------------- | - | -------------- | - | -------------- | - | ------------- |
| 1 día                            | = | 10000          | = | 65536          | = | 24 h          |
| 1 hora hexadecimal               | = | 1000           | = | 4096           | = | 1 h 30 min    |
| 1 maxime hexadecimal             | = | 100            | = | 256            | = | 5 min 37.5 s  |
| 20 minutos hexadecimal           | = | 10             | = | 16             | = | 21.09375 s    |
| 1 segundo hexadecimal (o hexsec) | = | 1              | = | 1              | = | 1.318359375 s |
| 1 segundo                        | = | 0.C22E4        | = | 0.75851        | = | 1 s           |